# Jizchak Löwy
Jizchak Löwy (verschiedene Namensformen: Yitzchak Lowy, Yitskhok Levi, Jacques Levy etc.; geboren 10. September 1887 in Warschau, Russisches Kaiserreich; gestorben 1942 im Vernichtungslager Treblinka) war ein jüdisch-polnischer Schauspieler und enger Freund von Franz Kafka. Er leitete ab 1911 eine Theatergruppe und wurde 1942 im Vernichtungslager Treblinka ermordet.

Jizchak Löwy um 1911

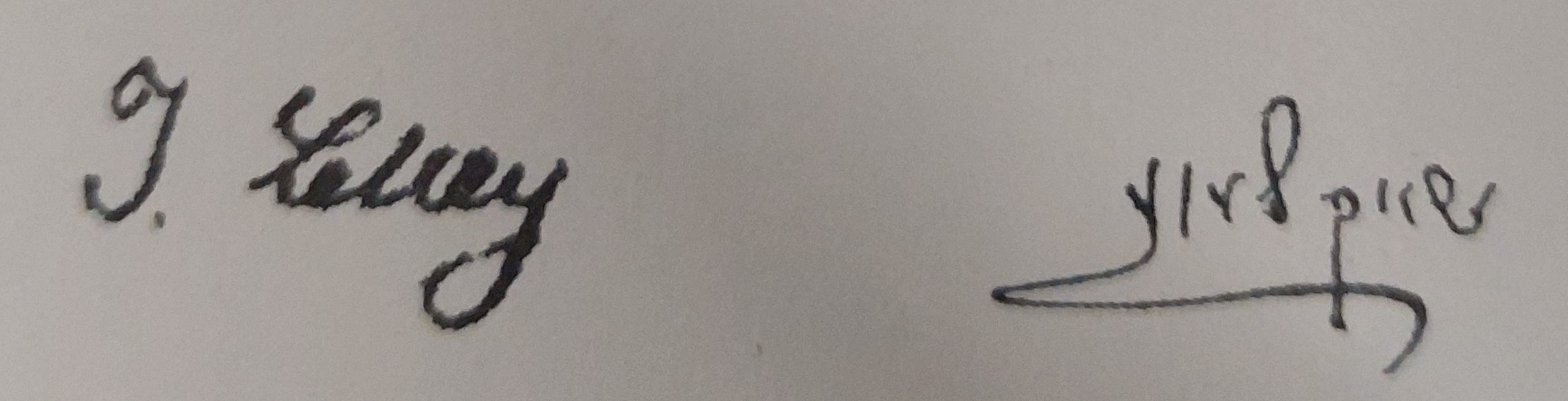
Zwei Signaturen

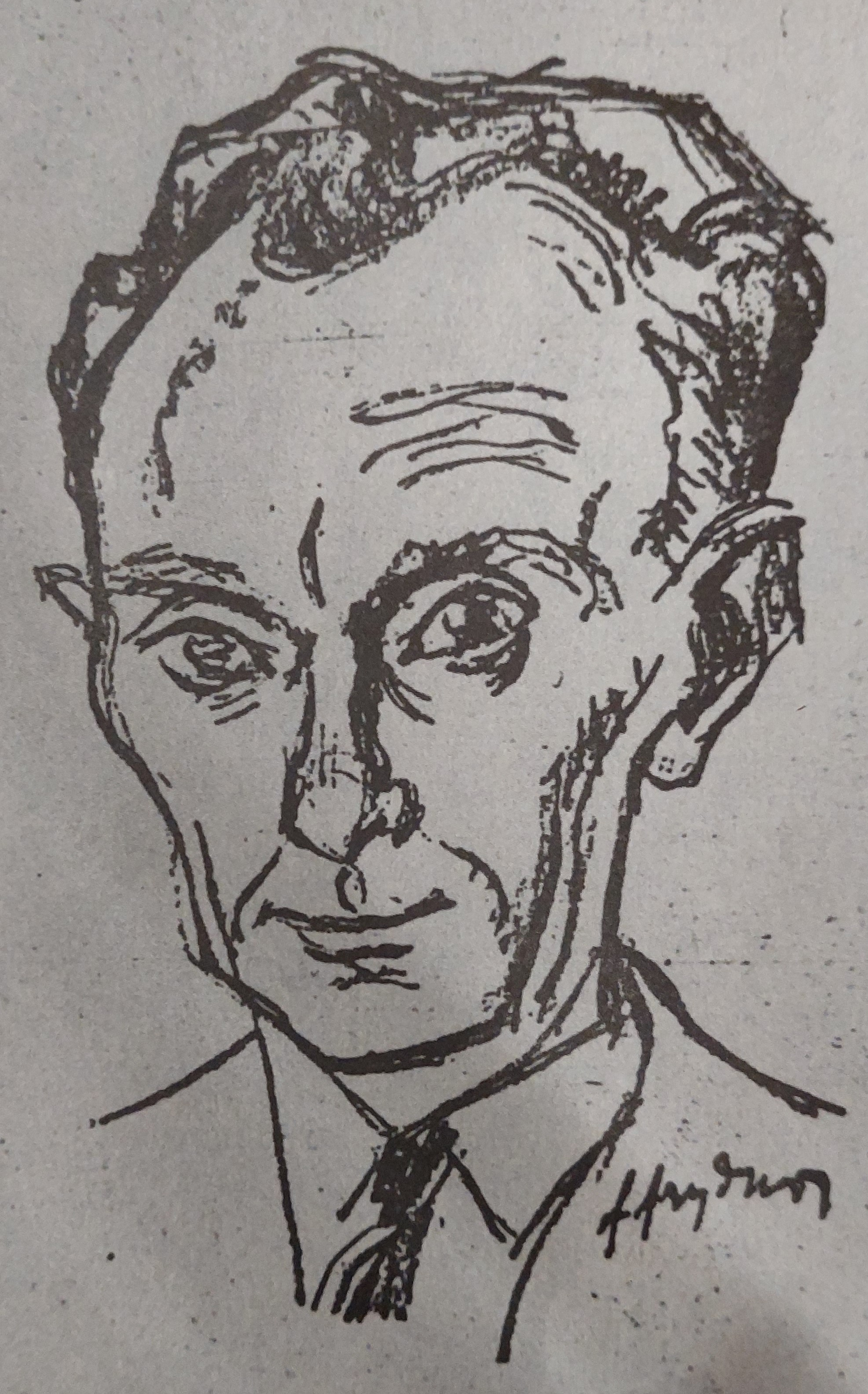
Feliks Frydman: Jizchak Löwy

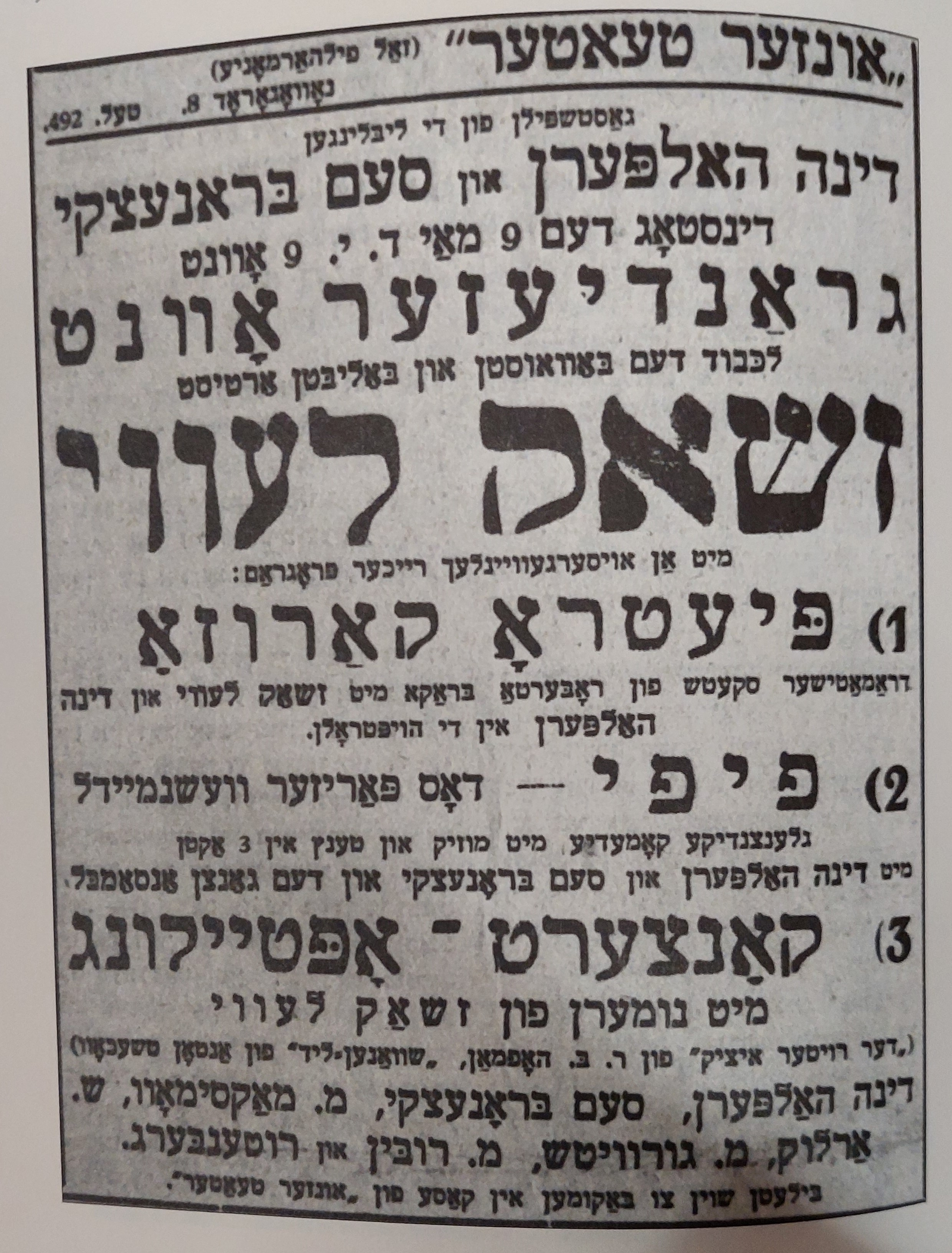
Auftritt in Vilnius 1934, hier unter der Namensform Jacques Levy

## Leben
Jizchak Löwy war der Sohn strenggläubiger chassidischer Juden, die seine Begeisterung für das Theater ablehnten. Im Alter von 17 Jahren ging er nach Paris und arbeitete zunächst in einer Fabrik. Seinen ersten Auftritt als Schauspieler hatte er 1905 bei einer Amateurtheatergruppe. Mit einer professionellen Gruppe reiste er ab 1906 nach Basel, Zürich, Wien und Berlin. 1911/12 gastierte er in Prag, wo er Franz Kafka kennenlernte, der ihn mit einem von ihm organisierten Rezitationsabend unterstützte. Mit Kafka führte er einen Briefwechsel, von dem ein Schreiben aus dem Jahr 1914 erhalten ist. Einer eigenen Theatergruppe war kein Erfolg beschieden. Löwy erscheint als Erzähler in Kafkas Fragment Vom jüdischen Theater.
In Budapest trat Löwy während des Ersten Weltkriegs als Rezitator auf. Dort traf er 1917 Kafka, in Begleitung von Felice Bauer, zum letzten Mal. Ab 1920 lebte Löwy wieder in Prag und später in Warschau. Aus dem Warschauer Ghetto wurde er vermutlich im Sommer 1942 deportiert.